# 吉羅卡斯特州
吉诺卡斯特州，是阿爾巴尼亞南部的一个州份。面积为2,884平方公里，人口数量为58,031（2021年）。州府为吉诺卡斯特。

## 行政区划
2000年之前吉诺卡斯特州下分为三个区：吉羅卡斯特區、佩爾梅特區、台佩莱纳区。2015年地方政府改革后，该州下分为7个市镇：德羅普利、吉诺卡斯特、克尔曲勒、利博霍瓦、梅馬利艾、佩爾梅特和台佩莱纳。2015年之前该州共有32个市镇。